# Ferrari Can Am
Ferrari Can Am — это несколько гоночных автомобилей с двенадцатицилиндровыми двигателями большого рабочего объёма, построенных итальянской фирмой Ferrari специально для участия в Североамериканских гонках серии Can-Am в конце 1960-х начале 1970-х годов. Семилитровый мотор модели 712 Can Am был самым большим двигателем, созданным за всю историю фирмы. Все автомобили базировались на различных прототипах, в большом разнообразии выпускавшихся фирмой в тот период времени.

## 350 Can Am
В 1966 году Канадский и Американский автомобильные клубы организовали серию гонок, названную Канадско-американский кубок вызова (Canadian-American Challenge Cup). К соревнованиям допускались прототипы не имевшие ограничения по максимальному рабочему объёму двигателя, соответствовавшие Группе 7 по классификации ФИА. Тогда же, руководитель крупнейшей компании по импорту в США автомобилей Ferrari Луиджи Чинетти (англ. Luigi Chinetti) обратился на фирму с просьбой о постройке модели, пригодной для участия в этих соревнованиях.
Для этой роли выбрали прототип 412 P (P3/P4), установив на него двигатель увеличенного до 4,2 литров рабочего объёма (объём одного цилиндра примерно равнялся 350 см³, отсюда и название модели) мощностью 480 л.с. Два изготовленных автомобиля участвовали в нескольких соревнованиях 1967 года, но столь сильное отличие в объёме мотора по сравнению с американскими моделями, укомплектованными 7-ми и 8-литровыми двигателями с огромным крутящим моментом, привело к тому, что уже в следующем году был построен новый прототип.

## 612 Can Am
Вторая модель, 612 Can Am, предназначенная для участия в Канада-Американских гонках, была более мощной версией её предшественницы 350 Can Am. Как видно из названия, в котором «6» — это округлённое значение рабочего объёма двигателя, а «12» — количество цилиндров, автомобиль оснащался шестилитровым двенадцатицилиндровым двигателем мощностью 620 л.с. Он поспел вовремя и принял участие в последних гонках сезона 1968 года. В 1969 году на трассе в Уоткинс-Глене Крис Эймон пришёл третьим, оставив позади множество американских автомобилей с двигателями значительно большего объёма.
Эймон, описывая своё участие в чемпионате рассказывал, что, к сожалению, этот проект не был приоритетным для Ferrari и результаты выступлений хорошо отражали это. Автомобиль долго не был готов из-за проблем с двигателем, но, когда он появился в последней гонке сезона, проехать на нём удалось всего 100 ярдов (90 м). Первоначально, модель имела аэродинамический тормоз, большую створку сзади, которая поднималась при нажатии на педаль тормоза. Толку от этого было мало, автомобиль просто сильно вибрировал, но не тормозил. Вскоре, воздушный тормоз убрали. Для улучшения управляемости, механики самостоятельно установила на автомобиль заднее антикрыло, опиравшееся прямо на подвеску, несмотря на то, что Энцо был против такой конструкции, считая её небезопасной. 
Предполагалось, что 6,3-литровый четырёхклапанный V12 будет достаточно конкурентоспособен, но оказалось, что на прямых автомобиль всё равно проигрывал McLaren с 7-литровым двигателем Chevrolet. В середине сезона появился новый 6,9-литровый мотор, но у него были большие проблемы со смазкой. Новый масляный радиатор создавал такое большое сопротивление, что периодически двигатель оказывался сухим. 
Интересное сравнение модели с конкурентом произошло, когда во время квалификации перед одной из гонок у 612 Can Am отказал двигатель. Тогда, Брюс Макларен предложил Эймону свою запасную машину для участия в соревновании. Конечно, мощность мотора чувствовалась, вспоминал Крис, но Ferrari имел лучшее шасси и управлялся намного чётче.

## 712 Can Am

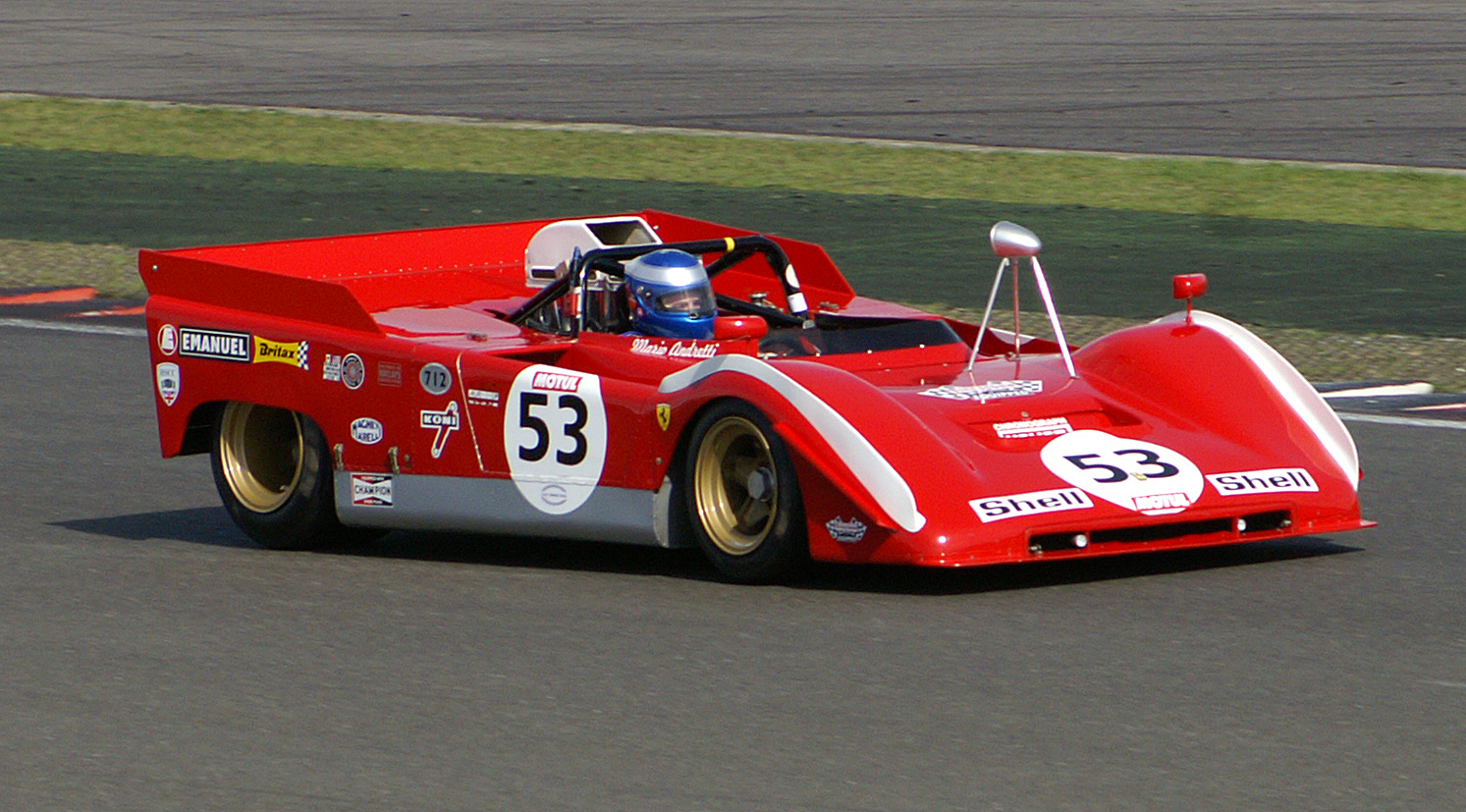
Ferrari 712 Can Am

Собранный в 1970 году всего за три месяца командой под руководством Мауро Форгьери, прототип 512 S имел полностью алюминиевый двенадцатицилиндровый двигатель с четырьмя клапанами на цилиндр рабочим объёмом пять литров мощностью 550 л.с. Пространственная рама из труб была развитием конструкции, применявшейся на моделях 330 P4 и 612 Can Am, а легчайший кузов из поликарбоната был создан Джакомо Калири (англ. Giacomo Caliri). Как открытые, так и закрытые версии автомобилей приняли участие в мировом чемпионате автопроизводителей в 1970 и 1971 годах и одержали победы в Себринге и Кьялами.
Созданный в том же 1970 году автомобиль 512 M (M — значит, модернизированный) был прямым наследником модели 512 S. Основываясь на гоночном опыте, инженеры Ferrari установили новую заднюю подвеску и усилили тормоза. Была уменьшена высота кузова и улучшена его обтекаемость. Лёгкий и более мощный двигатель получил новые головки цилиндров, хотя общая четырёхклапанная схема осталась прежней.
Потребность в двигателе с очень большим крутящим моментом для того чтобы справиться с грандиозными автомобилями серии Can-Am, с подвигла Ferrari построить в 1971 году свой самый большой двигатель рабочим объёмом почти семь литров. Единственный прототип 712 Can Am, построенный на базе модели 512 M был оборудован таким двигателем мощностью 680 л.с. Автомобиль выиграл дебютную гонку в Имоле с Мерцарио за рулём, а затем, выступал в заокеанских соревнованиях.

## Комментарии
1. ↑  Сухая масса автомобиля без технических жидкостей (охлаждающая и тормозная жидкости, моторное  и трансмиссионное масла и т.п.), немного меньше снаряженной массы.